# Nábrád
Nábrád es un pueblo ubicado en el distrito de Fehérgyarmat, en el condado de Szabolcs-Szatmár-Bereg, Hungría.

## Superficie
Posee una superficie de 17,67 kilómetros cuadrados.

## Demografía
Hasta 2019 la población era de 928 habitantes, con una densidad de población de 52,52 habitantes por kilómetro cuadrado.